# Улица Милутина Миланковића (Београд)
| Булевар · МИЛУТИНА МИЛАНКОВИЋА | Булевар · МИЛУТИНА МИЛАНКОВИЋА                 |
| ------------------------------ | ---------------------------------------------- |
|                                |                                                |
| Општина                        | Нови Београд                                   |
| Почетак                        | улица Јурија Гагарина улица Владимира Поповића |
| Крај                           | улица Тошин бунар                              |
| Дужина                         | 3.000 m                                        |
| Ширина                         | 55 m                                           |
| Створена                       | 1970-их                                        |
| Названа                        | 2006.                                          |
| Стари називи                   | Трећи булевар                                  |
|                                |                                                |
|                                |                                                |
|                                |                                                |

Улица Милутина Миланковића се налази на Новом Београду. Простире се од улице Тошин бунар до раскрснице са улицом Милентија Поповића. Носи име српског научника Милутина Миланковића.
Дужина улице износи око 3.000 м.
Улицом саобраћају следеће линије ГСП-а: аутобуси 67, 94 и 95, те трамваји 7, 7Л, 9 и 11.
У улици се налазе објекти: Супермаркет ВЕРО, Салон Горење, Шкода Ауто Чачак , Арена ТВ, Карлсберг, Апатинска Пивара, Ресторан Хацијенда, Лексус, КИА, Фијат, Форте Кафе, Про Кредит Банка, Ерсте Банка, Тематски Парк Теразије итд.